# Antón Reixa
Antón Rodríguez Reixa, né à Vigo (Espagne) en 1957, est un artiste pluridisciplinaire et représentant de plusieurs facettes de la culture galicienne des dernières décennies, de la poésie dans les années 1970, jusqu'au mouvement bravú, dont il se veut le précurseur. Il est poète, écrivain, musicien, chanteur, homme de théâtre et de cinéma.

## Biographie
En 2021, le ministère de l'Éducation, de la Culture et des Sports espagnol lui remet la médaille d'or du mérite des beaux-arts.

## Cinéma
En 2002, il a adapté au cinéma le roman de Manuel Rivas O lapis do carpinteiro (Le crayon du charpentier) sous le titre El lápiz del carpintero, film qui a obtenu le prix du meilleur acteur à Luis Tosar et le prix du public au Festival international du film de Mar del Plata en 2004. 
En 2007 est sorti en Espagne son deuxième long métrage Hotel Tívoli.

## Filmographie

### Comme acteur
- 2000 : Era outra vez (Érase otra vez) de Juan Pinzás : Editor